# Noorwegen op de Olympische Winterspelen 2010

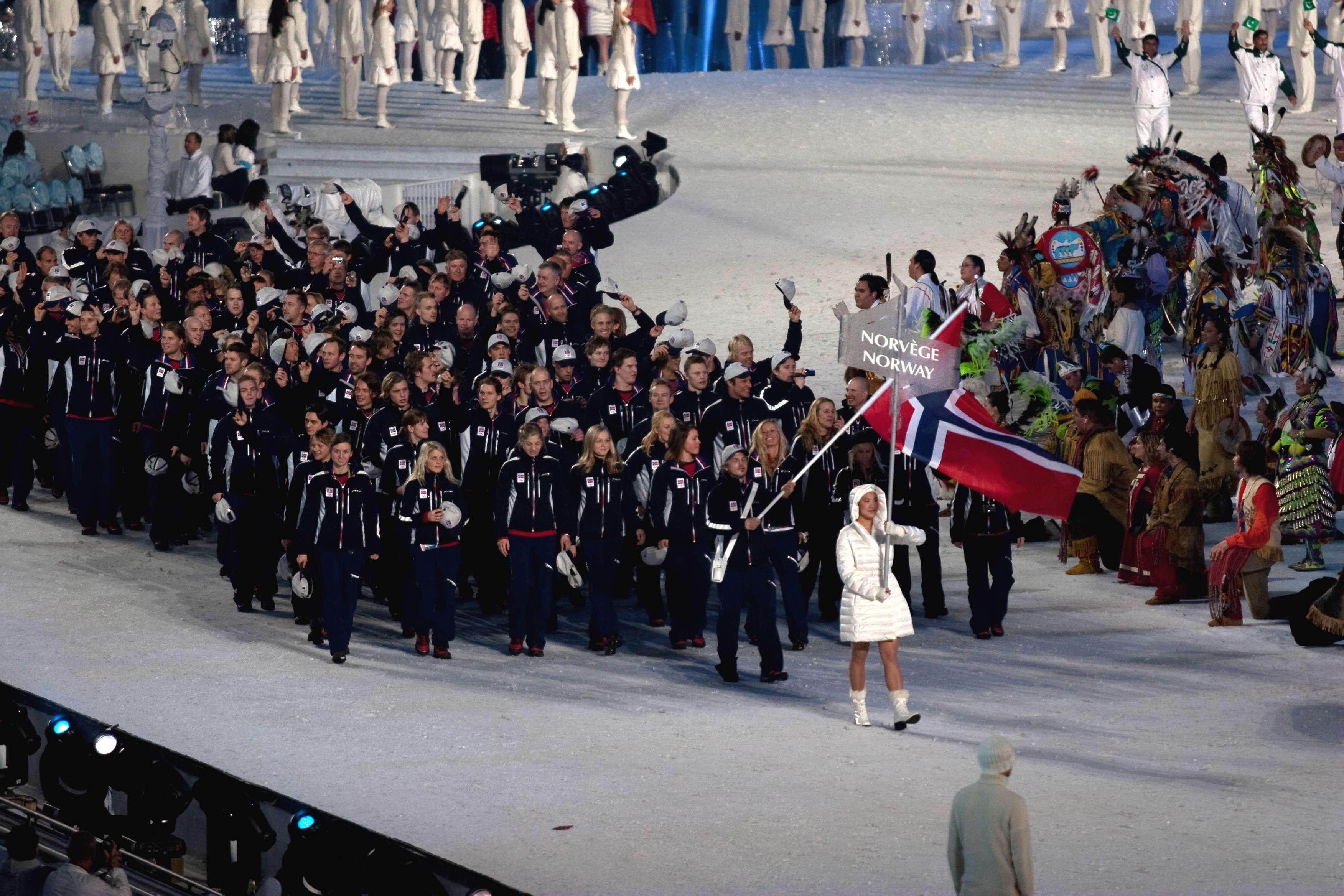
Het team van Noorwegen bij de opening

Tijdens de Olympische Winterspelen van 2010, die in Vancouver (Canada) werden gehouden, nam Noorwegen voor de eenentwintigste keer deel aan de Winterspelen.
Het goud van de mannenestafetteploeg bij de biatlon was de 300e Noorse olympische medaille op de Winterspelen.

## Medailleoverzicht
| Sport          | Olympiër                                                                         | Discipline                 | Medaille |
| -------------- | -------------------------------------------------------------------------------- | -------------------------- | -------- |
| Alpineskiën    | Aksel Lund Svindal                                                               | super-g (m)                | Goud     |
| Biatlon        | Emil Hegle Svendsen                                                              | 20 km (m)                  | Goud     |
| Biatlon        | Tora Berger                                                                      | 15 km (v)                  | Goud     |
| Biatlon        | Halvard Hanevold Tarjei Bø Emil Hegle Svendsen Ole Einar Bjørndalen              | 4x7,5 km estafette (m)     | Goud     |
| Langlaufen     | Petter Northug                                                                   | 50 km klassiek (m)         | Goud     |
| Langlaufen     | Øystein Pettersen Petter Northug                                                 | teamsprint (m)             | Goud     |
| Langlaufen     | Marit Bjørgen                                                                    | sprint klassieke stijl (v) | Goud     |
| Langlaufen     | Marit Bjørgen                                                                    | 15 km achtervolging (v)    | Goud     |
| Langlaufen     | Marit Bjørgen Vibeke Skofterud Therese Johaug Kristin Størmer Steira             | 4x5 km estafette (v)       | Goud     |
| Alpineskiën    | Aksel Lund Svindal                                                               | afdaling (m)               | Zilver   |
| Alpineskiën    | Kjetil Jansrud                                                                   | reuzenslalom (m)           | Zilver   |
| Biatlon        | Emil Hegle Svendsen                                                              | 10 km sprint (m)           | Zilver   |
| Biatlon        | Ole Einar Bjørndalen                                                             | 20 km individueel (m)      | Zilver   |
| Curling        | Thomas Løvold Torger Nergård Håvard Vad Petersson Christoffer Svae Thomas Ulsrud | mannen                     | Zilver   |
| Freestyleskiën | Hedda Berntsen                                                                   | skicross (v)               | Zilver   |
| Langlaufen     | Martin Johnsrud Sundby Odd-Bjørn Hjelmeset Lars Berger Petter Northug            | 4x 10 km (m)               | Zilver   |
| Langlaufen     | Marit Bjørgen                                                                    | 30 km (v)                  | Zilver   |
| Alpineskiën    | Aksel Lund Svindal                                                               | reuzenslalom (m)           | Brons    |
| Freestyleskiën | Audun Grønvold                                                                   | skicross (m)               | Brons    |
| Langlaufen     | Petter Northug                                                                   | sprint klassieke stijl (m) | Brons    |
| Langlaufen     | Marit Bjørgen                                                                    | 10 km vrije stijl (v)      | Brons    |
| Schaatsen      | Håvard Bøkko                                                                     | 1500 m (m)                 | Brons    |
| Schansspringen | Anders Bardal Tom Hilde Johan Remen Evensen Anders Jacobsen                      | team                       | Brons    |

## Deelnemers en resultaten
Het overzicht van de deelnemers en resultaat per sport volgt binnenkort.

### Alpineskiën
| Olympiër             | Discipline          | Resultaat | Prestatie                         |
| -------------------- | ------------------- | --------- | --------------------------------- |
| Aksel Lund Svindal   | Afdaling (m)        | Zilver    | 1.54,38 (+0,07)                   |
| Aksel Lund Svindal   | Reuzenslalom (m)    | Brons     | 2.38,44 (+0,61) — 1.17,43+1.21,01 |
| Aksel Lund Svindal   | Supercombinatie (m) | DNF       | 1.53,15+DNF                       |
| Aksel Lund Svindal   | Super G (m)         | Goud      | 1.30,34                           |
| Lars Elton Myhre     | Afdaling (m)        | 31e       | 1.56,69 (+2,38)                   |
| Lars Elton Myhre     | Slalom (m)          | DNF       | DNF-1                             |
| Lars Elton Myhre     | Supercombinatie (m) | DNF       | 1.55,44+DNF                       |
| Lars Elton Myhre     | Super G (m)         | 25e       | 1.32,36 (+2,02)                   |
| Truls Ove Karlsen    | Afdaling (m)        | 46e       | 1.59,52 (+5,21)                   |
| Truls Ove Karlsen    | Reuzenslalom (m)    | 21e       | 2.40,22 (+2,37) — 1.18,93+1.21,27 |
| Truls Ove Karlsen    | Slalom (m)          | DNF       | DNF-1                             |
| Truls Ove Karlsen    | Supercombinatie (m) | 22e       | 2.49,31 (+4,39) — 1.57,32+51,99   |
| Truls Ove Karlsen    | Super G (m)         | DNF       | DNF                               |
| Kjetil Jansrud       | Afdaling (m)        | 31e       | 1.56,69 (+2,38)                   |
| Kjetil Jansrud       | Reuzenslalom (m)    | Zilver    | 2.38,22 (+0,39) — 1.18,07+1.20,15 |
| Kjetil Jansrud       | Slalom (m)          | 17e       | 1.41,57 (+2,25) — 49,54+52,03     |
| Kjetil Jansrud       | Supercombinatie (m) | 9e        | 2.46,50 (+1,58) — 1.55,44+51,06   |
| Kjetil Jansrud       | Super G (m)         | 12e       | 1.31,21 (+0,87)                   |
| Leif Kristian Haugen | Reuzenslalom (m)    | 28e       | 2.41,78 (+3,95) 1.19,58+1.22,10   |
| Leif Kristian Haugen | Slalom (m)          | DNF       | DNF-1                             |
|                      |                     |           |                                   |
| Mona Løseth          | Reuzenslalom (v)    | DNF       | DNF-1                             |
| Mona Løseth          | Slalom (v)          | DNF       | 54,53+DNF                         |
| Mona Løseth          | Supercombinatie (v) | 13e       | 2.12,68 (+3,54) — 1.27,72+44,96   |
| Mona Løseth          | Super G (v)         | 21e       | 1.23,97 (+3,83)                   |

### Biatlon
| Olympiër                                                              | Discipline                | Resultaat | Prestatie |
| --------------------------------------------------------------------- | ------------------------- | --------- | --- |
| Tarjei Bø                                                             | 20 km individueel (m)     | 21e       | 51.51,5 (+3.29,0) pen.: 1 (1 + 0 + 1 + 1)                                                                     |
| Ole Einar Bjørndalen                                                  | 10 km sprint (m)          | 17e       | 25.48,9 (+1.41,1) pen.: 4 (3 + 1)                                                                             |
| Ole Einar Bjørndalen                                                  | 12,5 km achtervolging (m) | 7e        | 34.29,8 (+0.51,4) pen.: 2 (0 + 0 + 0 + 2)                                                                     |
| Ole Einar Bjørndalen                                                  | 20 km individueel (m)     | Zilver    | 48.32,0 (+0.09,5) pen.: 2 (0 + 1 + 0 + 1)                                                                     |
| Ole Einar Bjørndalen                                                  | 15 km massastart (m)      | 27e       | 37.46,5 (+2.10,8) pen.: 7 (1 + 2 + 3 + 1)                                                                     |
| Halvard Hanevold                                                      | 10 km sprint (m)          | 24e       | 26.07,7 (+1.59,9) pen.: 1 (1 + 0)                                                                             |
| Halvard Hanevold                                                      | 12,5 km achtervolging (m) | 17e       | 35.13,1 (+1.34,7) pen.: 2 (1 + 1 + 0 + 0)                                                                     |
| Halvard Hanevold                                                      | 15 km massastart (m)      | 19e       | 36.56,6 (+1.20,9) pen.: 3 (0 + 1 + 0 + 2)                                                                     |
| Lars Berger                                                           | 10 km sprint (m)          | 46e       | 26.53,0 (+2.45,2) pen.: 4 (2 + 2)                                                                             |
| Lars Berger                                                           | 12,5 km achtervolging (m) | 23e       | 35.37,2 (+1.58,8) pen.: 2 (0 + 0 + 0 + 2)                                                                     |
| Alexander Os                                                          | 20 km individueel (m)     | 28e       | 52.19,8 (+3.57,3) pen.: 3 (0 + 0 + 2 + 1)                                                                     |
| Emil Hegle Svendsen                                                   | 10 km sprint (m)          | Zilver    | 24.20,0 (+0.12,2) pen.: 1 (1 + 0)                                                                             |
| Emil Hegle Svendsen                                                   | 12,5 km achtervolging (m) | 8e        | 34.30,4 pen.: 4 (0 + 1 + 2 + 1)                                                                               |
| Emil Hegle Svendsen                                                   | 20 km individueel (m)     | Goud      | 48.22,5 pen.: 1 (0 + 0 + 0 + 1)                                                                               |
| Emil Hegle Svendsen                                                   | 15 km massastart (m)      | 13e       | 36.20,7 (+0.45,0) pen.: 3 (0 + 0 + 1 + 2)                                                                     |
| Halvard Hanevold Tarjei Bø Emil Hegle Svendsen Ole Einar Bjørndalen   | 4×7,5 km estafette (m)    | Goud      | 1:21.38,1 pen.: 0 (0+5 0+2) 20.15,6 (0+1 0+0) 20.26,8 (0+1 0+1) 20.31,3 (0+1 0+1) 20.24,4 (0+2 0+0)           |
|                                                                       |                           |           | |
| Tora Berger                                                           | 7,5 km sprint (v)         | 33e       | 21.42,1 (+1.46,5) pen.: 2 (1 + 1)                                                                             |
| Tora Berger                                                           | 10 km achtervolging (v)   | 5e        | 31.07,2 (+0.51,2) pen.: 0 (0 + 0 + 0 + 0)                                                                     |
| Tora Berger                                                           | 15 km individueel (v)     | Goud      | 40.52,8 pen.: 1 (0 + 0 + 0 + 1)                                                                               |
| Tora Berger                                                           | 12,5 km massastart (v)    | 18e       | 36.58,3 (+1.38,7) pen.: 4 (1 + 0 + 1 + 2)                                                                     |
| Liv Kjersti Eikeland                                                  | 7,5 km sprint (v)         | 70e       | 22.51,9 (+2.56,3) pen.: 4 (1 + 3)                                                                             |
| Liv Kjersti Eikeland                                                  | 15 km individueel (v)     | 70e       | 48.00,7 (+7.07,9) pen.: 5 (0 + 1 + 1 + 3)                                                                     |
| Ann Kristin Flatland                                                  | 7,5 km sprint (v)         | 10e       | 20.29,7 (+0.34,1) pen.: 1 (0 + 1)                                                                             |
| Ann Kristin Flatland                                                  | 10 km achtervolging (v)   | 8e        | 31.33,3 (+1.17,3) pen.: 1 (1 + 0 + 0 + 0)                                                                     |
| Ann Kristin Flatland                                                  | 15 km individueel (v)     | 14e       | 43.06,4 (+2.13,6) pen.: 2 (0 + 1 + 1 + 0)                                                                     |
| Ann Kristin Flatland                                                  | 12,5 km massastart (v)    | 11e       | 36.16,0 (+0.56,4) pen.: 4 (0 + 2 + 1 + 1)                                                                     |
| Gro Kristiansen                                                       | 7,5 km sprint (v)         | 66e       | 22.41,0 (+2.45,4) pen.: 5 (3 + 2)                                                                             |
| Solveig Rogstad                                                       | 15 km individueel (v)     | 61e       | 46.55,1 (+6.02,3) pen.: 4 (2 + 1 + 0 + 1)                                                                     |
| Liv-Kjersti Eikeland Ann Kristin Flatland Solveig Rogstad Tora Berger | 4×6 km estafette (v)      | 4e        | 1:10.34,1 (+0.57,8) pen.: 0 (0+1 0+2) 18.20,4 (0+0 0+2) 16.52,6 (0+0 0+0) 18.21,2 (0+0 0+0) 16.59,9 (0+1 0+0) |

### Curling
| Olympiër                                                                         | Discipline | Resultaat | Prestatie |
| -------------------------------------------------------------------------------- | ---------- | --------- | --- |
| Thomas Løvold Torger Nergård Håvard Vad Petersson Christoffer Svae Thomas Ulsrud | mannen     | Zilver    | Groepsfase: 6-7 Canada 6-5 Verenigde Staten 7-4 Duitsland 7-4 Zwitserland 7-5 China 6-3 Denemarken 7-8 Zweden 9-2 Frankrijk 9-5 Groot-Brittannië Halve finale: 7-5 Zwitserland Finale: 3-6 Canada |

### Freestylskiën
| Olympiër            | Discipline    | Resultaat | Prestatie                                                                                         |
| ------------------- | ------------- | --------- | ------------------------------------------------------------------------------------------------- |
| Audun Grønvold      | ski cross (m) | Brons     | kwalificatie: 5e (1.13,23) achtste finale: 1e kwartfinale: 1e halve finale: 1e finale: 3e         |
| Anders Rekdal       | ski cross (m) | 22e       | kwalificatie: 17e (1.14,17) achtste finale: 4e - uitgeschakeld                                    |
|                     |               |           |                                                                                                   |
| Hedda Berntsen      | ski cross (v) | Zilver    | kwalificatie: 5e (1.17,96) achtste finale: 1e kwartfinale: 1e halve finale: 1e finale: 2e         |
| Marte Hoeie Gjefsen | ski cross (v) | 11e       | kwalificatie: 12e (1.19,30) achtste finale: 2e kwartfinale: 3e - uitgeschakeld                    |
| Julie Jensen        | ski cross (v) | 8e        | kwalificatie: 18e (1.20,23) achtste finale: 1e kwartfinale: 2e halve finale: 4e kleine finale: 4e |
| Gro Kvinlog         | ski cross (v) | 27e       | kwalificatie: 27e (1.21,93) achtste finale: 3e - uitgeschakeld                                    |

### IJshockey
| Olympiër | Discipline | Resultaat          | Prestatie                                                                                          |
| --- | ---------- | ------------------ | -------------------------------------------------------------------------------------------------- |
| Jonas Solberg Andersen Anders Bastiansen Alexander Bonsaksen Kristian Forsberg Pål Grotnes Mads Hansen Jonas Holøs Marius Holtet Tommy Jakobsen Juha Kaunismäki Lars Erik Lund André Lysenstøen Mathis Olimb Martin Røymark Per-Åge Skrøder Ruben Smith Lars Erik Spets Patrick Thoresen Ole-Kristian Tollefsen Mats Trygg Tore Vikingstad Martin Laumann Ylven Mats Zuccarello Aasen | mannen     | kwalificatie ronde | Groep A: 0- 8 Canada 1- 6 Verenigde Staten 4- 5 (nv) Zwitserland Kwalificatieronde: 2- 4 Slowakije |

### Langlaufen
| Olympiër                                                                             | Discipline              | Resultaat | Prestatie |
| ------------------------------------------------------------------------------------ | ----------------------- | --------- | --- |
| Tord Asle Gjerdalen                                                                  | 15 km vrije stijl (m)   | 28e       | 35.10,5 (+1.34,2) |
| Tord Asle Gjerdalen                                                                  | 30 km achtervolging (m) | 19e       | 1:17.04,5 (+1.53,1) |
| Ronny Hafsås                                                                         | 15 km vrije stijl (m)   | 42e       | 35.41,8 (+2.05,5) |
| Ola Vigen Hattestad                                                                  | sprint (m)              | 5e        | kwalificatie: 3.36,43 (+1,86) 3e; kwartfinale-5: 3.37,8 (1e); halve finale-2: 3.36,5 (1e); finale: 3.50,0 (4e)              |
| Odd-Bjørn Hjelmeset                                                                  | 50 km klassiek (m)      | 17e       | 2:06.08,3 (+32,8) |
| Johan Kjølstad                                                                       | sprint (m)              | HF        | kwalificatie: 3.36,65 (+2,08) 5e; kwartfinale-3: 3.35,3 (+0,8) 3e; halve finale-1: 3.35,9 (+1,6) 5e                         |
| Petter Northug                                                                       | sprint (m)              | Brons     | kwalificatie: 3.37,09 (+2,52) 6e; kwartfinale-3: 3.34,5 (1e); halve finale-2: 3.36,7 (+0,) 2e; finale: 3.45,5 (+9,2)        |
| Petter Northug                                                                       | 15 km vrije stijl (m)   | 41e       | 35.39,5 (+2.03,2) |
| Petter Northug                                                                       | 30 km achtervolging (m) | 11e       | 1:15.53,1 (+41,7) |
| Petter Northug                                                                       | 50 km klassiek (m)      | Goud      | 2:05.35,5 |
| Øystein Pettersen                                                                    | sprint (m)              | 6e        | kwalificatie: 3.37,34 (+2,77) 7e; kwartfinale-2: 3.36,9 (1e); halve finale-1: 3.34,4 (+0,1) 2e; finale: 4.56,2 (+1.19,9)    |
| Eldar Rønning                                                                        | 30 km achtervolging (m) | 36e       | 1:21.14,1 (+6.02,7) |
| Martin Johnsrud Sundby                                                               | 15 km vrije stijl (m)   | 33e       | 35.26,3 (+1.50,0) |
| Martin Johnsrud Sundby                                                               | 30 km achtervolging (m) | 18e       | 1:17.04,5 (+1.53,1) |
| Martin Johnsrud Sundby                                                               | 50 km klassiek (m)      | 15e       | 2:05.57,7 (+22,2) |
| Jens Arne Svartedal                                                                  | 50 km klassiek (m)      | 23e       | 2:07.32,5 (+1.57,0) |
| Øystein Pettersen Petter Northug                                                     | teamsprint (m)          | Goud      | halve finale-1: 18.48,5 (2e); finale: 19.01,0                                                                               |
| Team Noorwegen Martin Johnsrud Sundby Odd-Bjørn Hjelmeset Lars Berger Petter Northug | 4x 10 km (m)            | Zilver    | 1:45.21,3 (+15,9) 27.59,9 28.27,5 24.38,4 24.15,5                                                                           |
|                                                                                      |                         |           | |
| Marit Bjørgen                                                                        | sprint (v)              | Goud      | kwalificatie: 3.38,05 (1e); kwartfinale-1: 3.35,4 (1e); halve finale-1: 3.39,3 (1e); finale: 3.39,2                         |
| Marit Bjørgen                                                                        | 10 km vrije stijl (v)   | Brons     | 25.14,3 (+15,9) |
| Marit Bjørgen                                                                        | 15 km achtervolging (v) | Goud      | 39.58,1 |
| Marit Bjørgen                                                                        | 30 km klassiek (v)      | Zilver    | 1:30.34,0 (+0.3) |
| Celine Brun-Lie                                                                      | sprint (v)              | 6e        | kwalificatie: 3.44,71 (+6,66) 8e; kwartfinale-5: 3.39,7 (+3,2) 3e; halve finale-2: 3.40,1 (+2,1) 3e; finale: 3.51,5 (+12,3) |
| Maiken Caspersen Falla                                                               | sprint (v)              | KF        | kwalificatie: 3.50,23 (+12,18) 28e; kwartfinale-5: 3.41,6 (+5,1) 4e                                                         |
| Astrid Jacobsen                                                                      | sprint (v)              | HF        | kwalificatie: 3.45,01 (+6,96) 11e; kwartfinale-1: 3.39,0 (+3,6) 2e; halve finale-1: 3.44,2 (+6,6) 3e                        |
| Therese Johaug                                                                       | 15 km achtervolging (v) | 6e        | 40.50,0 (+51,9) |
| Therese Johaug                                                                       | 30 km klassiek (v)      | 7e        | 1:32.01,3 (+1.27,6) |
| Marthe Kristoffersen                                                                 | 10 km vrije stijl (v)   | 49e       | 27.38,4 (+2.40,0) |
| Marthe Kristoffersen                                                                 | 30 km klassiek (v)      | 21e       | 1:34.31,1 (+3.57,8) |
| Vibeke Skofterud                                                                     | 10 km vrije stijl (v)   | 22e       | 26.16,3 (+1.17,9) |
| Vibeke Skofterud                                                                     | 15 km achtervolging (v) | dnf       | niet gefinisht |
| Kristin Størmer Steira                                                               | 10 km vrije stijl (v)   | 8e        | 25.50,5 (+52,1) |
| Kristin Størmer Steira                                                               | 15 km achtervolging (v) | 4e        | 40.07,5 (+9,4) |
| Kristin Størmer Steira                                                               | 30 km klassiek (v)      | 8e        | 1:32.04,4 (+1.30,7) |
| Astrid Jacobsen Celine Brun-Lie                                                      | teamsprint (v)          | 5e        | halve finale-2: 18.47,2 (2e); finale: 18.32,8                                                                               |
| Team Noorwegen Vibeke Skofterud Therese Johaug Kristin Størmer Steira Marit Bjørgen  | 4x 5 km (v)             | Goud      | 55.19,5 14.49,9 14.46,5 12.53,2 12.49,9                                                                                     |

### Noordse combinatie
| Olympiër                                       | Discipline                   | Resultaat | Prestatie                                                                        |
| ---------------------------------------------- | ---------------------------- | --------- | -------------------------------------------------------------------------------- |
| Jan Schmid                                     | gundersen normale schans (m) | 23e       | schansspringen: 94,5 m - 110,0 p (33e + 1.42) langlaufen: 27.09,6                |
| Mikko Kokslien                                 | gundersen normale schans (m) | 32e       | schansspringen: 91,0 m - 101,5 p (42e + 2.16) langlaufen: 27.39,2                |
| Mikko Kokslien                                 | gundersen grote schans (m)   | 39e       | schansspringen: 96,5 m - 64,2 p (45e + 4.11) langlaufen: 29.34,9                 |
| Magnus Moan                                    | gundersen normale schans (m) | 9e        | schansspringen: 91,5 m - 104,0 p (40e + 2.06) langlaufen: 26.22,7                |
| Magnus Moan                                    | gundersen grote schans (m)   | 15e       | schansspringen: 112,5 m - 91,7 p (28e + 2.21) langlaufen: 27.09,9                |
| Petter Tande                                   | gundersen normale schans (m) | 17e       | schansspringen: 97,0 m - 116,0 p (22e + 1.18) langlaufen: 26.47,2                |
| Petter Tande                                   | gundersen grote schans (m)   | 6e        | schansspringen: 123,5 m - 109,8 p (10e + 1.09) langlaufen: 26.11,2               |
| Espen Rian                                     | gundersen grote schans (m)   | 35e       | schansspringen: 120,5 m - 104,2 p (19e + 1.31) langlaufen: 29.12,8               |
| Espen Rian Jan Schmid Magnus Moan Petter Tande | team (m)                     | 5e        | schansspringen: 117,0/ 105,8/ 122,8/ 122,8 = 468,4 p (7e + ) langlaufen: 50.45,8 |

### Schaatsen
| Olympiër                                                                     | Discipline               | Resultaat | Prestatie                                                                                                |
| ---------------------------------------------------------------------------- | ------------------------ | --------- | --- |
| Christoffer Fagerli Rukke                                                    | 1000 m (m)               | 35e       | 1.12,31                                                                                                  |
| Christoffer Fagerli Rukke                                                    | 1500 m (m)               | 20e       | 1.48,62                                                                                                  |
| Mikael Flygind-Larsen                                                        | 1000 m (m)               | 15e       | 1.10,38                                                                                                  |
| Mikael Flygind-Larsen                                                        | 1500 m (m)               | 8e        | 1.46,77                                                                                                  |
| Fredrik van der Horst                                                        | 1500 m (m)               | 29e       | 1.49,58                                                                                                  |
| Håvard Bøkko                                                                 | 1000 m (m)               | 19e       | 1.10,73                                                                                                  |
| Håvard Bøkko                                                                 | 1500 m (m)               | Brons     | 1.46,13                                                                                                  |
| Håvard Bøkko                                                                 | 5000 m (m)               | 4e        | 6.18,80                                                                                                  |
| Håvard Bøkko                                                                 | 10.000 m (m)             | 5e        | 13.14,92                                                                                                 |
| Henrik Christiansen                                                          | 5000 m (m)               | 8e        | 6.24,80                                                                                                  |
| Henrik Christiansen                                                          | 10.000 m (m)             | 7e        | 13.25,65                                                                                                 |
| Sverre Haugli                                                                | 5000 m (m)               | 10e       | 6.27,05                                                                                                  |
| Sverre Haugli                                                                | 10.000 m (m)             | 6e        | 13.18,74                                                                                                 |
| Håvard Bøkko Henrik Christiansen Mikael Flygind-Larsen Fredrik van der Horst | ploegenachtervolging (m) | 4e        | KF: 3.43,66, won van Zuid-Korea HF: 3.43,45, verloor van Canada Om brons: 3.40,50, verloor van Nederland |
|                                                                              |                          |           | |
| Hege Bøkko                                                                   | 1000 m (v)               | 10e       | 1.17,43                                                                                                  |
| Hege Bøkko                                                                   | 1500 m (v)               | 14e       | 1.59,52                                                                                                  |
| Maren Haugli                                                                 | 3000 m (v)               | 8e        | 4.10,01                                                                                                  |
| Maren Haugli                                                                 | 5000 m (v)               | 7e        | 7.02,19                                                                                                  |

### Schansspringen
| Olympiër                                                         | Discipline              | Resultaat | Prestatie |
| ---------------------------------------------------------------- | ----------------------- | --------- | --- |
| Anders Bardal                                                    | normale schans ind. (m) | 18e       | 242,5 p. (98,0 m en 100,0 m) kwalificatie 21e — 122,5 p. (99,5 m) |
| Anders Bardal                                                    | grote schans ind. (m)   | 22e       | 211,4 p. (119,0 m en 124,0 m) kwalificatie 7e — 136,7 p. (136,5 m) |
| Johan Remen Evensen                                              | grote schans ind. (m)   | 15e       | 223,6 p. (123,5,0 m en 126,0 m) kwalificatie 6e — 137,1 p. (137,0 m) |
| Tom Hilde                                                        | normale schans ind. (m) | 12e       | 252 p. (100,0 m en 101,5 m) kwalificatie 10e — 132 p. (103,5 m) |
| Tom Hilde                                                        | grote schans ind. (m)   | 11e       | 227,9 p. (124,0 m en 126,5 m) kwalificatie 8e — 135,7 p. (136,5 m) |
| Anders Jacobsen                                                  | normale schans ind. (m) | 9e        | 257 p. (99,5 m en 104,0 m) gekwalificeerd vanwege top-10 plaats in de actuele wereldbekerstand                                                                                        |
| Anders Jacobsen                                                  | grote schans ind. (m)   | 12e       | 226,4 p. (128,0 m en 122,5 m) gekwalificeerd vanwege top-10 plaats in de actuele wereldbekerstand                                                                                     |
| Bjørn Einar Romøren                                              | normale schans ind. (m) | 23e       | 235 p. (98,5 m en 96,0 m) gekwalificeerd vanwege top-10 plaats in de actuele wereldbekerstand                                                                                         |
| Team Anders Bardal Tom Hilde Johan Remen Evensen Anders Jacobsen | grote schans team (m)   | Brons     | 1030,3 punten 118,4 p. (128,0 m.) + 117,1 p. (127,0 m.) 118,5 p. (127,5 m.) + 141,7 p. (139,0 m.) 126,7 p. (131,5 m.) + 122,1 p. (129,5 m.) 140,4 p. (138,0 m.) + 145,4 p. (140,5 m.) |

### Skeleton
| Olympiër       | Discipline | Resultaat | Prestatie                               |
| -------------- | ---------- | --------- | --------------------------------------- |
| Desirée Bjerke | vrouwen    | 17e       | 3.42,36 (56,48 / 55,28 / 55,34 / 55,26) |

### Snowboarden
| Olympiër           | Discipline   | Resultaat | Prestatie                                                              |
| ------------------ | ------------ | --------- | ---------------------------------------------------------------------- |
| Joachim Havikhagen | cross (m)    | 27e       | kwalificatie: 25e (1.23,87) achtste finale: 3e - uitgeschakeld         |
| Stian Sivertzen    | cross (m)    | 26e       | kwalificatie: 24e (1.23,80) achtste finale: 4e - uitgeschakeld         |
| Fredrik Austbø     | halfpipe (m) | -         | niet van start gegaan                                                  |
| Roger Kleivdal     | halfpipe (m) | 34e       | kwalificatie: 16e; 18,4 ptn (15,7 en 18,4) - uitgeschakeld             |
| Ståle Sandbech     | halfpipe (m) | 30e       | kwalificatie: 14e; 20,1 ptn (9,1 en 20,1) - uitgeschakeld              |
| Tore Viken Holvik  | halfpipe (m) | 28e       | kwalificatie: 16e; 23,1 ptn (23,1 en 19,6) - uitgeschakeld             |
|                    |              |           |                                                                        |
| Helene Olafsen     | cross (v)    | 4e        | kwalificatie: 5e (1.26,94) kwartfinale: 2e halve finale: 1e finale: 4e |
| Kjersti Buaas      | halfpipe (v) | 22e       | kwalificatie: 22e; 21,8 ptn (20,6 en 21,8) - uitgeschakeld             |
| Linn Haug          | halfpipe (v) | 27e       | kwalificatie: 27e; 12,8 ptn (11,5 en 12,8) - uitgeschakeld             |
| Lisa Wiik          | halfpipe (v) | 19e       | kwalificatie: 19e; 26,5 ptn (23,0 en 26,5) - uitgeschakeld             |

Albanië · Algerije · Andorra · Argentinië · Armenië · Australië · Azerbeidzjan · België · Bermuda · Bosnië en Herzegovina · Brazilië · Bulgarije · Canada · Chili · China · Chinees Taipei · Colombia · Cyprus · Denemarken · Duitsland · Estland · Ethiopië · Finland · Frankrijk · Georgië · Ghana · Griekenland · Groot-Brittannië · Hongarije · Hongkong · Ierland · IJsland · India · Iran · Israël · Italië · Jamaica · Japan · Kaaimaneilanden · Kazachstan · Kirgizië · Kroatië · Letland · Libanon · Liechtenstein · Litouwen · Macedonië · Marokko · Mexico · Moldavië · Monaco · Mongolië · Montenegro · Nederland · Nepal · Nieuw-Zeeland · Noord-Korea · Noorwegen · Oekraïne · Oezbekistan · Oostenrijk · Pakistan · Peru · Polen · Portugal · Roemenië · Rusland · San Marino · Senegal · Servië · Slovenië · Slowakije · Spanje · Tadzjikistan · Tsjechië · Turkije · Verenigde Staten · Wit-Rusland · Zuid-Afrika · Zuid-Korea · Zweden · Zwitserland